# Daniel Larsson
Daniel Larsson (Göteborg, 25 januari 1987) is een Zweedse voetballer en fungeert als aanvaller. Zijn huidige club is Gaziantepspor dat uitkomt in de Süper Lig. Zijn jongere broer Sam Larsson is ook actief in het betaald voetbal.

## Carrière

### Malmo FF
Larsson won met Malmö FF het kampioenschap van de Allsvenskan 2010, hij had een grote bijdrage met 10 goals en 10 assists. In het seizoen 2011 was Larsson verantwoordelijk voor de 1-0 gewonnen wedstrijd tegen de Glasgow Rangers in de UEFA Cup League 2011-12, in de Allsvenskan werd hij het 2011 seizoen clubtopscorder met 6 goals en 9 assists.

### Real Valladolid
Op 7 november 2012 werd bekend dat Larsson contractspeler werd van Real Valladolid

## Interlandcarrière
Hij maakt op 20 januari 2010 zijn debuut in de Zweedse nationale ploeg, in een oefenwedstrijd tegen Oman. Hij kwam tot vier officiële interlands voor zijn vaderland.

## Erelijst
Malmö FF
- Zweeds landskampioen

2010